# Lech Zacher

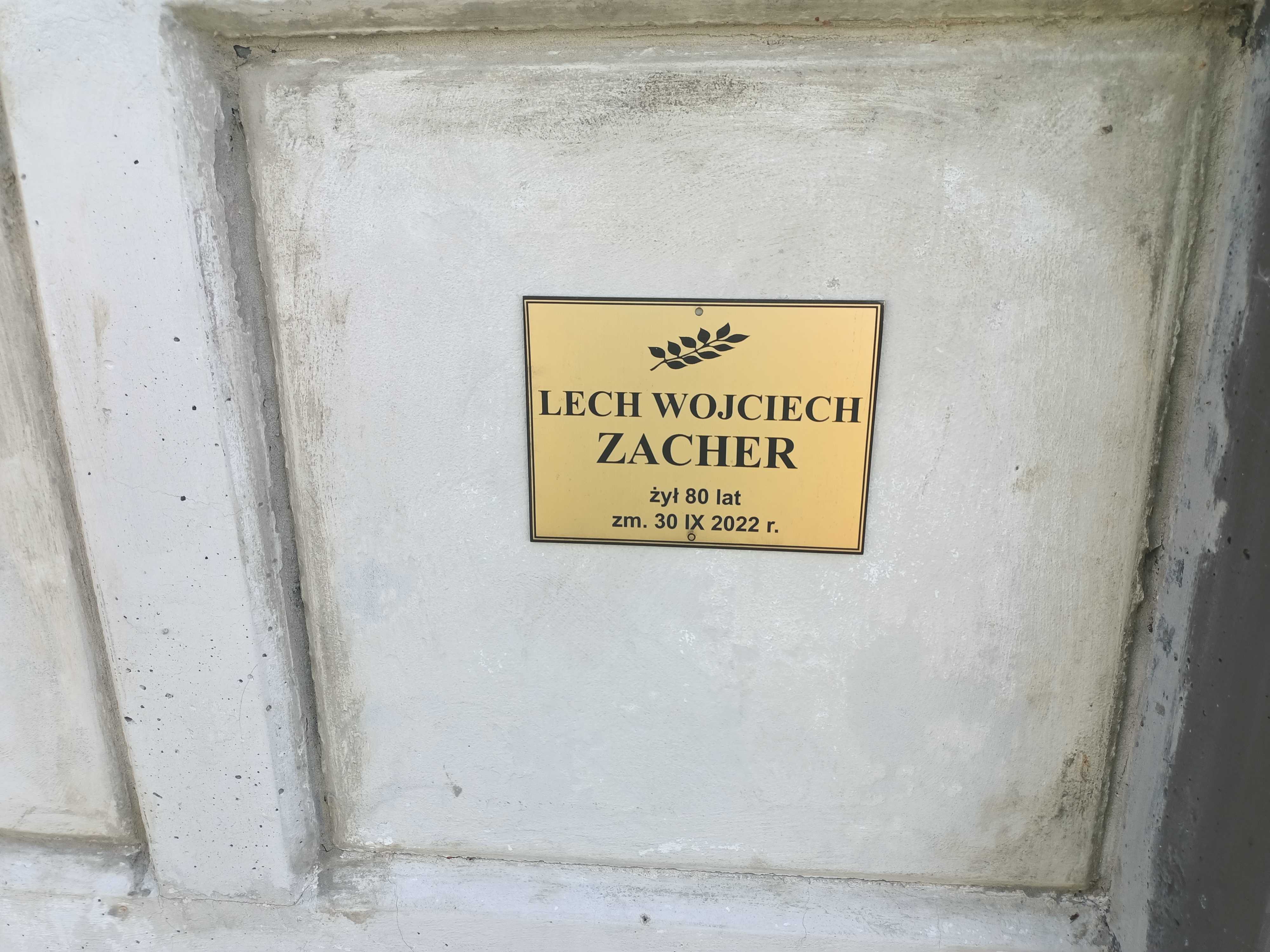
Grób Lecha Zachera na Cmentarzu Komunalnym Północnym w Warszawie

Lech Wojciech Zacher (ur. 10 marca 1942 w Warszawie, zm. 30 września 2022) – polski ekonomista i socjolog, prof. dr hab.

## Życiorys
Był absolwentem Liceum Ogólnokształcącego im. Tadeusza Czackiego w Warszawie (1959). W 1965 ukończył studia na Wydziale Ekonomii Politycznej Uniwersytetu Warszawskiego, w latach 1965-1968 pracował w Katedrze Ekonomii na macierzystym wydziale (jej kierownikiem był Oskar Lange), w latach 1968-1969 w Zakładzie Finansów Gospodarki Narodowej Instytutu Finansów Ministerstwa Finansów, w latach 1969 jako radca w Biurze Planowania i Koordynacji Badań Naukowych Polskiej Akademii Nauk. W 1971 obronił w Zakładzie Badań Ekonomicznych PAN pracę doktorską napisaną pod kierunkiem Józefa Pajestki (formalnie promotorem był Jerzy Kleer). Od 1971 był zatrudniony w Zakładzie Historii Nauki i Techniki PAN, od 1974 do 1983 w Instytucie Filozofii i Socjologii PAN, tam kierował Zakładem Społecznych Problemów Techniki. W 1977 uzyskał w IFiS PAN stopień doktora habilitowanego. Od 1984 pracował w nowo utworzonym Zakładzie Nauk Zarządzania PAN, od 1987 do 1995 w Instytucie Nauk Politycznych Uniwersytetu Marii Curie-Skłodowskiej, gdzie kierował założonym przez siebie Zespołem Cybernetyki Politycznej i Prognozowania, przekształconym następnie w Zakład Socjologii Polityki. 18 października 1995 uzyskał tytuł profesora nauk humanistycznych. Od 1995 był zatrudniony w Wyższej Szkole Przedsiębiorczości i Zarządzania im. Leona Koźmińskiego (od 2008 Akademii Leona Koźmińskiego) w Warszawie, gdzie od 2003 kierował Centrum Badań Ewaluacyjnych i Prognostycznych. W latach 1996–2002 kierował rónocześnie Centrum Badań nad Społeczeństwami Informacyjnymi na Wydziale Radia i Telewizji Uniwersytetu Śląskiego. Przeszedł na emeryturę w 2019
Pracował także w Mazowieckiej Wyższej Szkole Humanistyczno-Pedagogicznej w Łowiczu, oraz w Instytucie Nauk Humanistycznych Akademii Obrony Narodowej oraz na stanowisku profesora w Instytucie Nauk Humanistycznych na Wydziale Cybernetyki Wojskowej Akademii Technicznej im. Jarosława Dąbrowskiego.
Był członkiem prezydium Polskiego Towarzystwa Cybernetycznego i członkiem Komitetu Prognoz "Polska 2000 Plus" Prezydium PAN (1970-2019). W latach 1991–1992 był doradcą ministra w Biurze ds. Integracji Europejskiej Urzędu Rady Ministrów, w latach 1998-2001 doradcą Prezesa Rządowego Centrum Studiów Strategicznych.
Pochowany na Cmentarzu Komunalnym Północnym w Warszawie.